# Dracaenaceae
Dracaenaceae is een botanische naam, voor een familie van eenzaadlobbige planten. Een familie onder deze naam wordt zo af en toe erkend door systemen voor plantentaxonomie, zoals door het Dahlgrensysteem en het Revealsysteem. Indien erkend gaat het om een vrij kleine familie: de bekende soort is de drakenbloedboom.
Tegenwoordig worden de betreffende planten ingedeeld in de familie Ruscaceae.